# Soccavo
Soccavo (Succàvo en napolitano) es un barrio de la ciudad de Nápoles, en Italia. Forma parte de la Municipalità 9 junto a Pianura. Situado en la zona occidental de la ciudad, limita con los siguientes barrios: al norte con Arenella, al sureste con el Vomero, al sur con Fuorigrotta y al oeste con Pianura.

## Etimología
El topónimo está documentado desde el siglo XI y deriva dal  latín sub cava ("bajo la cantera"), con referencias a las numerosas canteras de toba y piperno construidas por los Romanos.

## Geografía física
El barrio está ubicado en los Campos Flégreos, concretamente en un vallo aplanado situado a los pies de la colina de Camaldoli, separado del centro de la ciudad por la cresta de las colinas de Posillipo y del Vomero.

## Historia

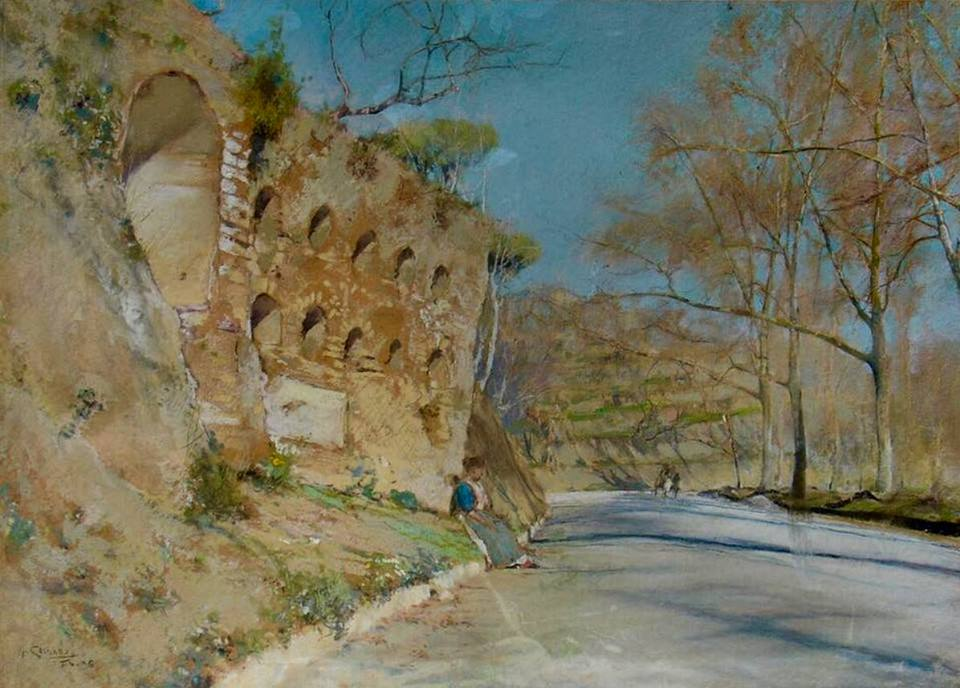
Giuseppe Casciaro, Columbarium di via Pigna (1886).

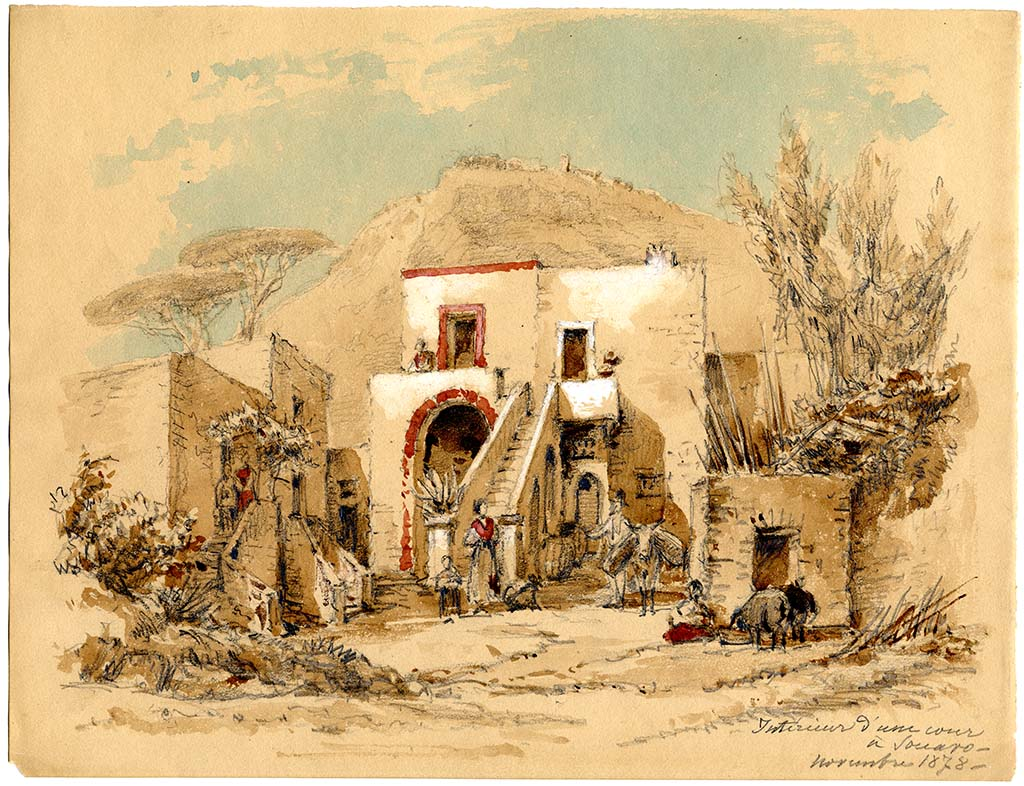
Típica casa con patio en Soccavo.

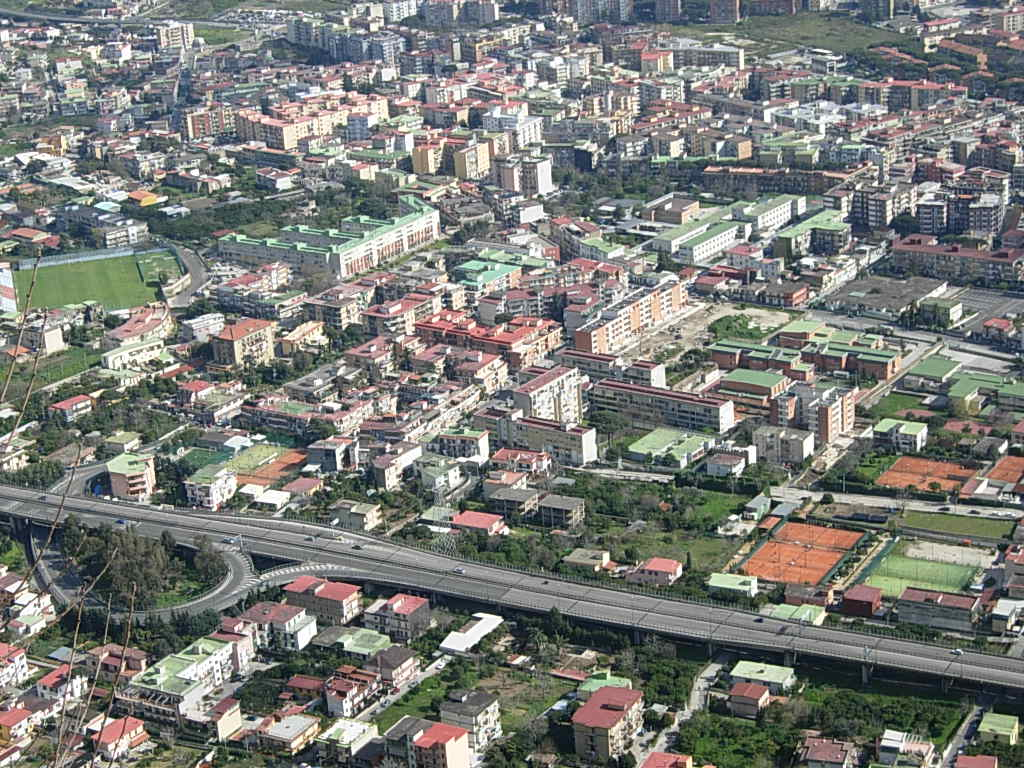
La expansión urbanística de Soccavo a lo largo del.

En la Antigüedad, el territorio del Soccavo actual formó parte de la Magna Grecia, encontrándose en una ubicación descentralizada con respecto a las colonias griegas de los Campos Flégreos. De hecho, estaba situado aproximadamente a mitad del camino entre las polis de Dicearquia (Pozzuoli) y Neápolis (Nápoles). La zona de Soccavo se hallaba en la kora (territorio rural, en griego antiguo) de Neápolis, tanto durante la etapa griega como después de la conquista romana de la ciudad, en el siglo IV a. C. Es probable que el comienzo de la actividad extractiva del piperno date de la época romana; a este período se remontan algunos testimonios arqueológicos hallados en la zona, como un columbario.
En la Edad Media, pasó a estar bajo la influencia religiosa de Pozzuoli; aún hoy pertenece a la diócesis de dicha ciudad. Durante la Baja Edad Media, se levantaron algunas torres como la Torre dei Franchi, la Torre di San Domenico y la Torre della Lopa.
En la Edad Moderna, Soccavo se convirtió en un casale, es decir una zona administrativamente independiente de Nápoles pero vinculada a esta ciudad por lo que respecta al pago de impuestos. Durante la dominación aragonesa, de la cantera de Soccavo se extraían los materiales para edificar las murallas de Nápoles. La localidad empezó a desarrollarse alrededor de dos ejes: el formado por las actuales calles Bottazzi, IV Novembre y Risorgimento, y el de Verdolino, en las pendientes de la colina. En estas zonas se construyeron las primeras casas con patio, muchas de las cuales aún conservan sus plantas originales. Según algunos historiadores, la población aumentó tras la destrucción del pueblo termal de Tripergole, durante la erupción que dio origen al volcán Monte Nuovo (1538). A esta época se remonta la fundación (o tal vez la renovación) de la antigua iglesia de los Santos Pedro y Pablo.
Debido a la peste de 1656, el número de habitantes descendió de un millar a solo trescientos. En 1753, el rey Carlos de Borbón hizo realizar, con el producto de los impuestos de Soccavo, un pozo en el cruce de las calles Scherillo y Montevergine, colocando una placa en memoria del evento.
En el siglo XIX Soccavo se amplió y, en 1806, obtuvo el título de Comune por José Bonaparte, en ese entonces rey de Nápoles. El Edificio de Administración, hoy abandonado, se ubica al lado de la Iglesia de los Santos Pedro y Pablo, en el lugar donde en 1832 fue construida la aún existente plaza y posteriormente fue excavado un segundo pozo. En 1926, durante el régimen fascista, Soccavo fue incorporado a Nápoles y convertido en uno de sus barrios.
Después de la Segunda Guerra Mundial, la construcción de la línea de ferrocarril Circumflegrea proporcionó conexión directa con el centro de la ciudad. El barrio siguió expandiéndose en la década de 1950 y, tras la edificación de los complejos residenciales Rione Traiano y Soccavo-Canzanella, se fusionó al sur con Fuorigrotta, dando vida a una gran conurbación. En 1977 fue construida la instalación deportiva "Paradiso", centro de entrenamiento del S. S. C. Napoli hasta su cierre en 2004.

## Monumentos y sitios de interés
- Colombarium[5]
- Hospicio de los Camaldulenses
- Masseria de los Dominicos[6]
- Cementerio de Soccavo
- Iglesia de los Santos Pedro y Pablo[7]
- Iglesia de Santa María de las Gracias
- Iglesia de Santa María de Montevergine
- Iglesia neogótica
- Oratorio de la Cofradía de San Francisco

## Transporte

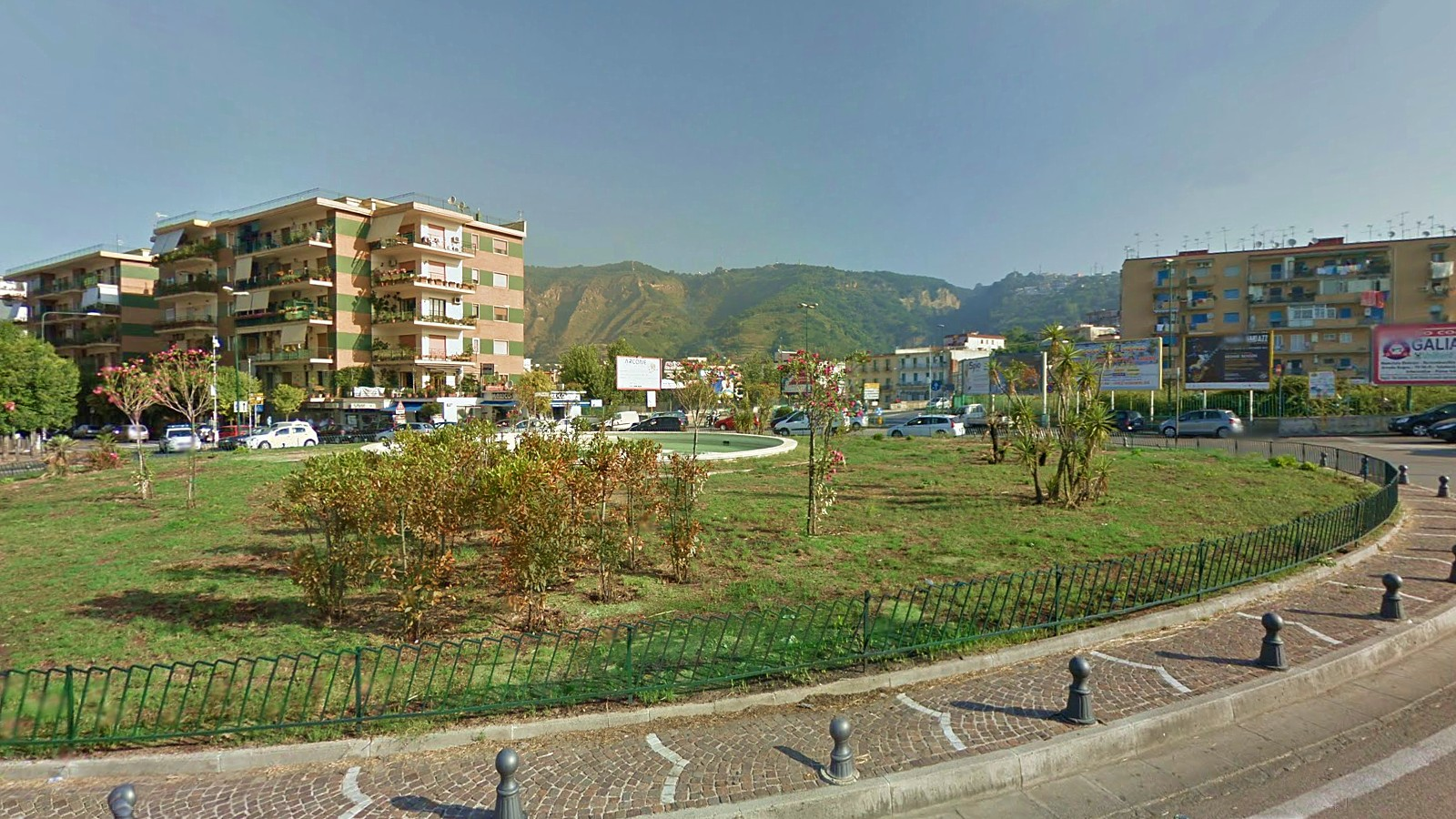
Rotonda San Domenico.

Soccavo está conectado con la Tangenziale di Napoli (Autopista A56) mediante el cinturón vial oficialmente llamado Asse Viario Pigna-Soccavo-Pianura. 
En el territorio del barrio hay tres estaciones de la línea de ferrocarril Circumflegrea: Traiano, Soccavo y Piave. Además, es servido por cinco líneas de autobús, que lo conectan con Vomero, Mergellina, Arenella, Chiaia, Fuorigrotta y Pianura.